# (689) Зита
(689) Зи́та (итал. Zita) — астероид главного пояса, который был открыт 12 сентября 1909 года австрийским астрономом Иоганном Пализой в Венской обсерватории. Назван в честь последней императрицы Австрии, Циты Бурбон-Пармской. Тиссеранов параметр относительно Юпитера — 3,539.